# Жетису (газета)
«Жетису» (каз. Жетісу) — казахстанська суспільно-політична газета, орган Алматинської обласної адміністрації. Видається казахською мовою. Виходить з 21 червня 1918 року.
Перший номер побачив світ під назвою «Жетісу ісші халық мұқбыры» («Вісник робочого народу Жетису»). Всього під цією назвою вийшов 41 номер. У грудні 1918 року газета змінює назву на «Көмек» («Сприяння») і починає виходити 2 рази на тиждень. Тираж першого випуску оновленої газети налічував 1500 примірників і розповсюджувався безплатно. 1920 року назва газети змінилася двічі: 4 січня — на «Ұшқын» («Іскра»), а 1 листопада — на «Бұқара» («Бідняк»). 1922 року знову відбуваються дві зміни назви: спершу на «Кедей еркі» («Воля бідняка»), під якою виходять 25 номерів, а потім, з 18 серпня на «Тілші» («Кореспондент»).
1929 року газета припинила існування внаслідок злиття з головною газетою КазАССР «Еңбекші қазақ» («Казахський трудівник»; сучасна назва — «Егемен Қазақстан»). Проте вже 1934 року відновилося видання під назвою «Сталин жолы» («Сталінський шлях»). 1954 року, в ході першого етапу хрущовської десталінізації, газету перейменували на «Коммунизм таңы» («Зоря комунізму»). Сучасна назва «Жетісу» з'явилася 1963 року.
Редакторами в різні роки були С. Єсова, І. Таїров, К. Абдуллін, С. Оспанов та ін. На початку 1920-х років у газеті працював відомий казахський поет Ільяс Жансугуров, а від 1963 до 1966 року — письменник Дукенбай Досжан.
2001 року редакцію газети перенесено з Алмати в Талдикорган, який став новим центром Алматинської області. Проте в Алмати продовжив роботу кореспондентський відділ. Обсяг газети збільшено від 4 до 24 сторінок.
27 червня 2018 року у талдикорганському парку «Жастар» відбувся захід, присвячений 100-річчю найстаріших друкованих видань Семиріччя — газет «Жетису» і «Вогні Алатау».